# Mike Duncan (Historiker)

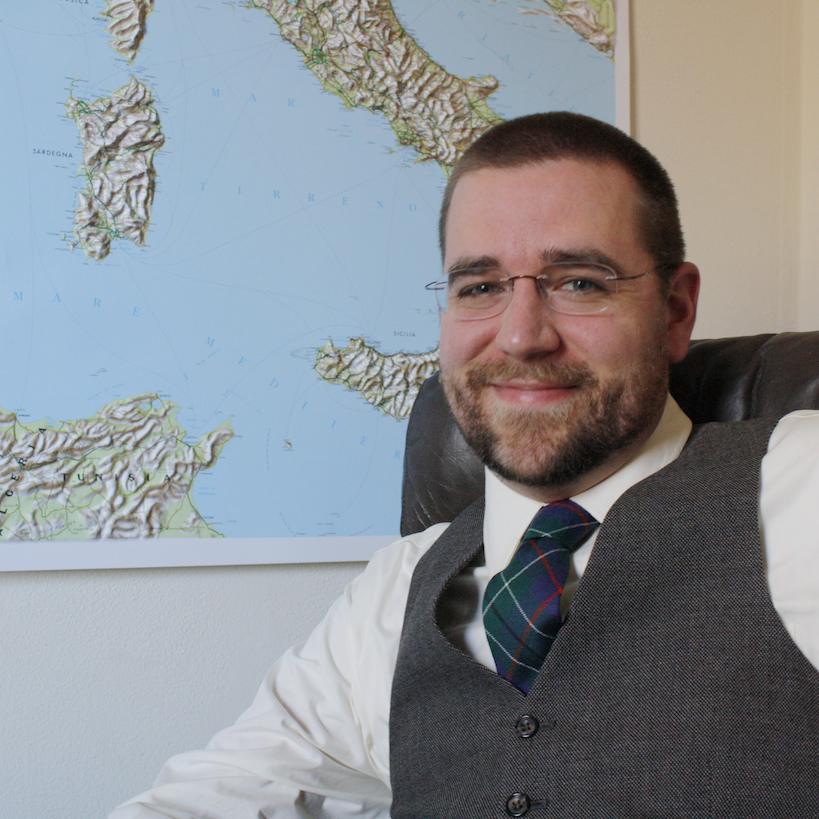
Mike Duncan (2013)

Michael William „Mike“ Duncan (* 14. Februar 1980) ist ein amerikanischer Historiker, der vor allem durch seine Podcasts The History of Rome (2007–2012) und Revolutions (2013–2022) Bekanntheit erlangte. Auch die von ihm verfassten Bücher knüpfen an die Themen dieser beiden Veröffentlichungen an. Mike Duncan ist einer der bekanntesten Podcaster im Bereich der Geschichtspodcasts und gilt insbesondere mit The History of Rome als stilbildend.

## Wirken
Mike Duncan stammt aus der Nähe von Seattle im Bundesstaat Washington und studierte Politikwissenschaft an der Western Washington University mit dem Abschluss Bachelor. Er begann danach ein Studium in Public History an der Texas State University, das er jedoch ohne Abschluss abbrach. Er ist verheiratet und hat zwei Kinder.
Duncan, der schon seit seiner Kindheit ein besonderes Interesse an Geschichte hatte, suchte 2007 nach einem Podcast über römische Geschichte. Da er keinen fand, begann er selbst damit, einen Podcast zu schreiben und zu produzieren. The History of Rome betrachtete zwischen 2007 und 2012 in oft sehr quellennaher Erzählung die römische Geschichte ab urbe condita bis zum Untergang des Weströmischen Reiches. Während der regelmäßig wöchentlich erscheinende Podcast kostenfrei war, veröffentlichte Duncan sechs Jahre nach Ende der Serie zwei kostenpflichtige „Anhänge“ mit jeweils mehreren Podcastfolgen zu den Biographien einiger antiker Autoren und zu den Iberischen Kriegen. 2013 begann Duncan mit Revolutions sein zweites Podcastprojekt. Ebenfalls in wöchentlichen Episoden, gruppiert in thematische Staffeln mit Veröffentlichungspausen zwischen diesen, erzählte er hierin Vorgeschichte, Kontext und Verlauf verschiedener politischer Revolutionen: der Englischen, der Amerikanischen und der Französischen Revolution (bis zur Herrschaft Napoleons), der Haitianischen und der Südamerikanischen Revolutionen, der Julirevolution von 1830, der Revolutionen 1848/1849, der Pariser Revolution 1871, der Mexikanischen Revolution und der Revolutionen in Russland ab 1905, im Februar/März 1917 und der Umwälzungen seit der Oktoberrevolution. Andere Ereignisse wie die in Deutschland nach dem Ersten Weltkrieg wurden ebenfalls behandelt. 2022 schloss die Serie mit einer Reihe von vergleichenden und analytischen Überlegungen zum Wesen der Revolution.
2016 erschienen zunächst die edierten Transkripte der ersten 46 Episoden des Podcasts The History of Rome als gleichnamiges Buch. Die geplante Veröffentlichung des Rests des Podcasts in Buchform wurde später aufgegeben. 2017 erschien Duncans Buch The Storm Before the Storm: The Beginning of the End of the Roman Republic, mit dem Duncan an seinen ersten Podcast anknüpfte und die Darstellung der Geschichte der Römischen Republik zwischen 146 und 78 v. Chr. vertiefte. 2021 veröffentlichte Duncan unter dem Titel Hero of Two Worlds: The Marquis de Lafayette in the Age of Revolution eine Biographie des Marquis de Lafayette (1757–1834), der in seinem Podcast Revolutions wiederholt als Protagonist der Revolutionen in Amerika, Haiti und Frankreich thematisiert worden war.
Duncan selbst bezeichnet sich als „narrative historian“ (erzählerischer Historiker, in Abgrenzung zu akademischen Geschichtswissenschaftlern) und „popularizer of history“. Er beschreibt seine Arbeit als vor allem daraus bestehend, die Ergebnisse der akademischen Geschichtswissenschaften in chronologische Erzählungen zu überführen, die einem breiten Publikum leichter zugänglich sind als Fachliteratur. Duncans Podcasts zeichnen sich durch ihren besonderen Stil aus. Die üblicherweise zwischen 20 und 40 Minuten langen Episoden werden von Duncan mit ruhiger, unaufgeregter Stimme eingesprochen. Er verzichtet bewusst auf eine spektakulärere Gestaltung, da er davon überzeugt ist, dass das Material interessant genug für die Zuhörenden ist. Allerdings ist Duncan auch für seinen feinen, oft sarkastischen Humor beliebt, den er in die Texte einstreut.
Zusammen mit dem Cartoonisten Jason Novak schreibt Duncan Comics zu historischen und aktuellen politischen Themen, die unter anderem im Onlinemagazin The Morning News und in der Onlineausgabe des Paris Review veröffentlicht wurden.

## Rezeption
The History of Rome wurde im Jahr 2010 bei den People’s Choice Podcast Awards zum Gewinner in der Kategorie Bildung gewählt. 2015 – im dritten Jahr nach Ende des Podcasts – wurde The History of Rome in Apples Liste der besten Podcasts auf iTunes aufgenommen. Revolutions wurde 2022 vom Internetmagazin Wired zu den drei besten Geschichtspodcasts gezählt. James Marriott, Literatur- und Podcastkritiker der Times, gab Revolutions im finalen Jahr des Podcasts eine Bewertung von fünf von fünf möglichen Sternen und nannte ihn eine „revelation“ („Offenbarung“) und „an amazing public education service“. Er kritisiert jedoch, dass im Vergleich zum früheren The History of Rome der Podcast nun „a bit slick, professional and ad-driven“ sei. In The New Republic lobte David Klion Mike Duncan in einer Besprechung von Revolutions für sein erzählerisches Talent und seine herausragende Fähigkeit, detailreich und gleichzeitig doch leicht verständlich die komplexen historischen Zusammenhänge darzustellen. Besonders Duncans Einführung in den Marxismus sei so verständlich und zugänglich, wie sie selten zu finden sei. In seiner Besprechung zum Ende von Revolutions nannte Daniel Roßbach von der Frankfurter Rundschau Duncans Werk eine „Podcast-Serie gegen historische Ignoranz“. Er lobte Revolutions für die inhaltlich tiefgehende Darstellung wichtiger politischer Ereignisse und deren hervorragende Einbettung in den historischen Kontext. Der Podcast zeichne sich besonders dadurch aus, den Blick auch auf Ereignisse und Personen zu richten, die „im Mainstream ‚westlicher‘ (weißer) Geschichtsschreibung“ unterrepräsentiert sind, zum Beispiel die Haitianische Revolution. Sowohl über Revolutions als auch The History of Rome urteilte Roßbach: „Duncans Podcasts sind Musterbeispiele, wie in diesem Medium unabhängige Kreator:innen eine Stimme und ein Publikum finden können – und den Diskurs bereichern.“
Sowohl The Storm Before the Storm als auch Hero of Two Worlds erreichten die Bestsellerliste der New York Times in der Kategorie Hardcover Nonfiction. The Storm before the Storm wurde vor allem vor dem Hintergrund der politischen Entwicklungen in den Vereinigten Staaten zum Erscheinungszeitpunkt besprochen. Adam Gopnik betonte im New Yorker den umgänglichen, direkten Stil der Lafayette-Biographie Duncans („pleasingly informal“, „delights with its directness“) und hebt das positive Bild hervor, das Duncan im Gegensatz zu französischen Autoren von seinem Protagonisten zeichnet.
Mit The History of Rome wird Mike Duncan zu den „Pionieren“ im Genre der Geschichtspodcasts gezählt. In einer kurzen Geschichte des Genres der Geschichtspodcasts nennt Drew Millard den Podcast rückblickend auf die damalige Zeit eine „Sensation“ und Duncan einen „Rockstar“. Nach dem „Großvater aller Geschichtspodcasts“, Dan Carlins Hardcore History, habe Duncans The History of Rome das Genre vollkommen neu geprägt. Eine Reihe von anderen Podcastern geben an, durch das spezifische Format von The History of Rome und Mike Duncans charakteristischen Stil für ihre eigenen Podcasts inspiriert worden zu sein, so dass Duncan als stilbildend für das Genre der Geschichtspodcasts gelten kann. Robin Pierson begann mit The History of Byzantium einen Podcast, der ausdrücklich als Fortsetzung von Duncans The History of Rome in Thema und Stil konzipiert ist. David Crowther (The History of England), Peter Adamson (History of Philosophy without Any Gaps) und Benjamin Wittes (Lawfare Podcast) geben Duncans Podcasts als Inspiration für ihre eigenen Projekte an. Mike Duncans Karriere vom Fischhändler, der aus persönlichem Interesse ein neues Hobby beginnt, zum Bestsellerautor wird außerdem oft als Beispiel für das massive Wachstum des Podcastmarktes seit den 2010er-Jahren angeführt, das mit einer Monetarisierung des Mediums einherging.
Der Drehbuchautor und Regisseur Rian Johnson ließ sich beim Schreiben von Star Wars: Die letzten Jedi durch The History of Rome inspirieren.

## Werke
Podcasts:
- The History of Rome (2007–2012)
- Revolutions (2013–2022)

Bücher:
- Mike Duncan, Peter D. Campbell (Hrsg.): The History of Rome: Volume 1: The Republic. Herodotus Press, Christchurch 2016, ISBN 978-0-692-68166-4.
- Mike Duncan: The Storm Before the Storm: The Beginning of the End of the Roman Republic. PublicAffairs, New York 2017, ISBN 978-1-61039-721-6.
- Mike Duncan: Hero of Two Worlds: The Marquis de Lafayette in the Age of Revolution. PublicAffairs, New York 2021, ISBN 978-1-5417-3033-5.